# Colonia Santa Cruz, Guerrero
Colonia Santa Cruz är en ort i Mexiko.   Den ligger i kommunen Copanatoyac och delstaten Guerrero, i den sydöstra delen av landet, 220 km söder om huvudstaden Mexico City. Colonia Santa Cruz ligger 1 824 meter över havet och antalet invånare är 160.
Terrängen runt Colonia Santa Cruz är lite bergig. Runt Colonia Santa Cruz är det ganska tätbefolkat, med 248 invånare per kvadratkilometer. Närmaste större samhälle är Tlapa de Comonfort, 15,6 km nordost om Colonia Santa Cruz. I omgivningarna runt Colonia Santa Cruz växer huvudsakligen savannskog.